# Креймер, Владимир Исаакович
Владимир Исаакович Креймер (р. 1932) — российский учёный, доктор технических наук(1988), заслуженный изобретатель РСФСР (1989).
Окончил Тульский механический институт (1954).
- 1954—1958 технолог механического цеха, старший конструктор и заместитель главного конструктора Киселевского машиностроительного завода
- 1958—1959 старший инженер Кузнецкого филиала Гипроуглемаша
- 1965—1991 старший научный сотрудник Института горного дела СО АН СССР.

Доктор технических наук(1988).
Основные направления научной деятельности: создание горных погрузочных и доставочных машин; создание вибрационных машин.
Автор 3 монографий, получил 90 авторских свидетельств и патентов на изобретения.
Заслуженный изобретатель РСФСР (1989). Награждён серебряной и бронзовой медалями ВДНХ.